# NGC 890
NGC 890 是三角座的一個星系。